# Pilot Grove Township (comté de Cooper, Missouri)
Pour les articles homonymes, voir Pilot Grove Township.
Pilot Grove Township est un township  du comté de Cooper dans le Missouri, aux États-Unis,. 

## Source de la traduction
- (en) Cet article est partiellement ou en totalité issu de l’article de Wikipédia en anglais intitulé « Pilot Grove Township, Cooper County, Missouri » (voir la liste des auteurs).